# Explosión de Hospital Materno de Cuajimalpa
La Explosión del Hospital Materno de Cuajimalpa fue una explosión ocurrida el 29 de enero de 2015, a las 07:15 (hora local) causada por una fuga de gas de un camión de Gas Express Nieto que abastecía al hospital en Cuajimalpa.

## Detalles
Minutos antes de la explosión se había recibido un reporte de una fuga de gas cerca del incidente. Cuando un camión cisterna con capacidad para 6 mil litros de gas LP de la empresa Gas Express Nieto, abastecía al hospital cuando una manguera se reventó, provocando una fuga que eventualmente detonó una explosión. La explosión causó graves daños al edificio y a las áreas aledañas, incluyendo una guardería y la zona de partos.

## Consecuencias
El resultado en la explosión provocó el derrumbe del 70% del edificio, dejando a 8 personas que perdieron la vida (incluye 2 bebés y una enfermera) y 66 heridos (21 bebes heridos). 

## Reacciones
- México : El presidente de México Enrique Peña Nieto, a través de su cuenta de Twitter, escribió: “Mi tristeza y solidaridad a los heridos y familiares de quienes perdieron la vida esta mañana en el Hospital Materno Infantil de Cuajimalpa”.
- Santa Sede : El Papa Francisco expresó: "Recemos por las víctimas de la explosión en el hospital de Cuajimalpa, México, y por sus familiares que el Señor les conceda paz y fortaleza"
- Estados Unidos : A través del embajador de Estados Unidos en México Anthony Wayne, expresó sus condolencias hacia las víctimas y a sus familiares.

## Actualmente
El hospital ha sido reemplazado por el nuevo hospital general de Cuajimalpa que fue inaugurado en noviembre de 2022 y es operado por el IMSS-Bienestar. 

## Referencia
1. ↑  «El accidente en el hospital infantil que conmociona a México». BBC News Mundo. 30 de enero de 2015. Consultado el 18 de agosto de 2025.
2. ↑  Bernstein, Por Lizbeth Diaz Y. Joanna Zuckerman (30 de enero de 2015). «Explosión destruye parte hospital en México, 2 bebés y una enfermera muertos, decenas de heridos». Reuters. Consultado el 18 de agosto de 2025.
3. 1 2  «Mexico. Tragedia en el Hospital Materno Infantil de Cuajimalpa, en la Ciudad de México». La Izquierda Diario - Red internacional. Consultado el 18 de agosto de 2025.
4. ↑  «Inauguran Gobierno Capitalino e IMSS Hospital General Cuajimalpa». www.imss.gob.mx. Consultado el 18 de agosto de 2025.
5. ↑  Noticias, IMER (15 de noviembre de 2022). «Siete años después, CDMX reabre hospital de Cuajimalpa». IMER Noticias. Consultado el 18 de agosto de 2025.